# بولینا
بولینا (به انگلیسی: Bolina) از اساطیر یونانی  و یک نیمف بنابر روایات داستانی او به‌شدت عاشق آپولون بود.